# Matematika zločinu (seriál)
Matematika zločinu je třídílná filmová minisérie režiséra Petera Bebjaka z roku 2023, kterou vyrobila produkční společnost D.N.A Production pro Voyo. Autorem scénáře je Tomáš Bombík. Seriál byl natočen pod značkou Voyo Originál.
Seriál byl oceněn Českým lvem v kategorii nejlepší televizní film nebo minisérie.
V hlavních rolích se objeví Jan Nedbal, Lucie Štěpánková, Jiří Bartoška, Zuzana Bydžovská, Kristýna Boková, Kateřina Winterová, Igor Bareš, Tomáš Maštalír, Kryštof Bartoš, Barbora Bočková, Jakub Gottwald, Adrian Jastraban, Tomáš Měcháček, David Matásek, Vasil Fridrich, Marián Chalány, Jan Vondráček, Karel Heřmánek ml., Michal Režný, Miloslav Pecháček, Radek Žák, Marek Pospíchal, Martin Stránský a další.

## Děj
Minisérie je inspirována skutečnou událostí a stejnojmenným podcastem investigativní reportérky Magdaleny Sodomkové a dokumentaristky Brit Jensen (kauza je pojednána i v odborném časopise v
angličtině). Pojednává o novinářce Sodomkové (Lucie Štěpánková), které z indonéského vězení napíše vězeň Tomáš Toman (Jan Nedbal). Ten byl zadržen na útěku před spravedlností. Tvrdí ovšem, že zločin, za který si měl odsedět 12,5 roku, nespáchal.
Podle jeho slov ho do vězení poslal sporný posudek soudního znalce v oboru biomechanika, přezdívaného „Matematik zločinu“ (Jiří Bartoška). Novinářka Sodomková se do Tomanova případu postupně dostává a zjišťuje, že na něm hodně věcí nesedí. Otázkou zůstává, zda může věřit Tomanově verzi událostí, zvláště s přihlédnutím k tomu, že už byl v minulosti za podobnou činnost trestán.

## Obsazení
| Lucie Štěpánková   | novinářka Magdalena Sodomková                    |
| Jan Nedbal         | vězeň Tomáš Toman                                |
| Zuzana Bydžovská   | Jana Tomanová, matka Tomáše                      |
| Kristýna Boková    | Veronika Tomanová, sestra Tomáše                 |
| Jiří Bartoška      | expert biomechaniky prof. PhDr. Ivo Kraus, DrSc. |
| Václav Svoboda     | PhDr. Ing. Antonín Vlčan, MBA, ředitel fakulty   |
| Tomáš Maštalír     | advokát JUDr. Ján Mareš                          |
| Kryštof Bartoš     | advokát Mgr. Jan Strouhal                        |
| Martin Stránský    | advokát JUDr. Lukáš Berger                       |
| Kateřina Winterová | státní zástupkyně JUDr. Anna Švábová             |
| David Matásek      | vyšetřovatel Šimek                               |
| Karel Heřmánek ml. | vyšetřovatel Novotný                             |
| Jan Vondráček      | patolog MUDr. Jaroslav Hála                      |
| Barbora Bočková    | dokumentaristka Brit Jensen                      |
| Jiří Dvořák        | režisér a ředitel rozhlasu Petr Novák            |
| Tomáš Měcháček     | ministr spravedlnosti Mgr. Vladimír Brabec       |
| Stanislav Hybler   | soudce JUDr. Radek Landovský                     |
| Miloslav Pecháček  | stěhovák Čára                                    |
| Jakub Albrecht     | údržbář Chromek                                  |
| Jakub Gottwald     | spoluvězeň Mára                                  |

## Seznam dílů
| Pořadí | Původní název             | Režie        | Scénář       | Datum premiéry    |
| --- | ------------------------- | ------------ | ------------ | ----------------- |
| 1 | Vězení                    | Peter Bebjak | Tomáš Bombík | 28. července 2023 |
| Novinářku Magdalenu Sodomkovou kontaktuje z vězení Tomáš Toman. Byl odsouzen k dvanácti a půl letům za zločin, o kterém tvrdí, že nespáchal. Může za to prý posudek soudního znalce přezdívaného Matematik zločinu. Sodomková se pouští do pátrání a odhaluje, že na tomto případu toho nesedí mnohem víc, než se zprvu zdálo. |                           |              |              |                   |
| 2 | Soudy                     | Peter Bebjak | Tomáš Bombík | 4. srpna 2023     |
| Jednou rváč z Jižáku, vždycky rváč z Jižáku. Sodomková postupně zjišťuje, že Tomáš Toman nikdy nebyl neviňátko, a odkrývá, co všechno následovalo po oné osudné noci, během které zemřel člověk. Proč se tehdy Toman nepřihlásil na policii hned? A povolí soud obnovu konání, nebo ho čeká dalších deset let za mřížemi?      |                           |              |              |                   |
| 3 | Ústavní soud a osvobození | Peter Bebjak | Tomáš Bombík | 11. srpna 2023    |
| Po odchodu z novin vyhledá Sodomková dánskou dokumentaristku Brit Jensen s jasným cílem – natočit o Tomanově případu podcast. Toman si mezitím sám ve vězení sepisuje stížnost k Ústavnímu soudu. Bude moct konečně konfrontovat autora posudku, který ho poslal za mříže?                                                     |                           |              |              |                   |